# Sclerotomo
Lo sclerotomo è un particolare tipo di foglietto embrionale dal quale origina lo scheletro assile.

## Embriologia
Lo sclerotomo prende forma a partire da una porzione ventro-mediale dei mesomeri (o somiti) che evolve in mesenchima (detto mesenchima scheletogeno) e successivamente in tessuto osseo dello scheletro assile e in connettivo a esso associato (cartilagini e legamenti).
Alcune cellule mesenchimali vengono anche destinate ad altre parti del corpo.
Sono detti sclerotomi anche le regioni ossee innervate da una stessa radice spinale.